# 전한
전한(前漢: 기원전 202년~기원후 8년)은 고조(高祖) 유방(劉邦)이 항우(項羽)와 대륙 쟁탈 뒤에 세운 왕조로서 진(秦)에 이어서 중국을 두 번째로 통일한 왕조이다. 수도는 장안이었는데 그 위치가 후에 세워진 후한의 수도 낙양보다 서쪽에 있어서 서한(西漢)이라고도 불린다.

## 건국
고조 유방은 원래 정장(亭長)으로 의병을 일으켜 패공(沛公)의 자리에 올라 초(楚)의 의제(義帝)를 섬기다가 그 세력이 커져 또다른 거대 세력인 항우와 경쟁하였다. 처음에는 거듭 패배하였으나 한신(韓信), 장량(張良), 소하(蕭何)를 위시해 많은 인재를 기용하여 기원전 202년 전세를 역전하기 시작했고 최종 해하 전투에서 항우를 격파하고 한(漢)을 건국했다. 수도를 장안으로 삼았다.

## 전성기
문경지치(文景之治)로 일컬어지는 문제·경제 시기의 전한은 내실을 다지는 데에 주력하였고, 이를 바탕으로 무제 시기에는 활발한 정복 활동을 펼쳤다. 무제는 장건·위청·곽거병을 등용하여 변방의 흉노를 물리치고 동월(東越)과 남월, 또 조선을 정복하여 전성기를 이루었다.

### 대완 원정
대완의 과거를 되돌아보면 우선 200년 전의 마케도니아 제국시대로 돌아가야 한다. 320년도의 마케도니아제국의 대군주, 알렉산더가 페르시아와 파키스탄의 제후들을 점령, 페르시아-그리스인 동화 정책으로 인해 그리스인들이 동쪽으로 이주하게 되었다. 특히 알렉산더 사후로는 그의 장군들이 뒤를 이어 여러 왕국을 제국의 영토에 세웠는데, 인도 북부에 세워진 대표적인 나라들로 그리스-박트리아 왕국과 인도 그리스 왕국이 있었다. 이들은 각각 박트리아와 페르가나 지방을 지배하고 있었는데, 기원전 130년을 기준으로 북방에서 월지족이 침공하므로 그레코 박트리아 왕국이 소멸해버린다.
하지만 이때 박트리아와 페르가나에는 그리스인들의 도시들이 여전히 건재했는데(대표 중심적인 도시로는 알렉산드리아 에스카테(Alexandria Eschate)가 있다.), 심지어 월지로 복속되었음에도 불구하고 그리스의 철학, 무역, 법 시스템이 남아 있을 정도였다. 따라서 그 도시들은 그리스의 명맥을 이어 갔고, 마침내 한 왕조의 장건이 나라를 발견하게 된 것이었다. 역사계에서는 무려 2100여 년 전에 장건이 대완에 방문한 것이 최초로 유럽 문명과 중국 문명이 실질적으로 첫 접촉을 이룬 것으로 간주하는 시각도 있다.
한 무제는 이광리에게 6만 명의 보병과 10만 필의 황소를 하사하여 기원전 102년, 이광리를 다시 타클라마칸 사막으로 출병시킨다. 이번 원정에서는 토하라인들의 도시들이 협력한 덕분에 보급을 지원 받을 수 있었지만 이번 원정에서도 이광리는 사막에서의 긴 행군으로 인해 군사의 절반을 잃고 말았다. 그럼에도 불구하고 이광리는 건재한 상태의 3만 병력을 이끌고 알렉산드리아 에스카테의 성벽에 도달할 수 있었고 공방전을 준비한다. 그리스인들이 한나라의 초반 공세를 40일간 막아낼 수 있었지만 한군은 알렉산드리아의 성벽을 무너뜨리고 말았다. 당시 짧은 기간 동안에도 성벽을 뚫을 수 있었는데, 이는 중국에서 개발한 돌격용 전차, 공성 투석기 등, 공성을 위주로 한 무기들과 인력으로 밀어붙일 수 있었기에 가능한 일이었다.
성벽이 무너졌을 때, 대완의 고위층들은 한군에 의해 짓밟힐 것을 두려워 하여 대완 왕의 목을 베어 이광리에게 바치며 항복해왔다고 전한다. 또한 대완의 그리스인들은 하는 수 없이 자신들의 군마를 한군이 원하는 대로 제공했다. 한편으로 그리스인들의 도시에 한제국의 영향력을 확대시키기 위해 이광리는 대완에 친한파 왕을 배치시킨다. 이로서 천리마 전쟁(한혈마 전쟁)이 막을 내리게 된다.
토하라인의 도시 국가들은 알렉산드리아에서의 한군의 승리에 경악하였고(기원전 2세기경, 대완은 고대 그리스의 힘을 물려받았기에 강한 나라로 인식되었고, 당시 토하라인들은 대완의 패배로 인해 고개를 숙일 수밖에 없었다.), 한군이 회군하며 들린 도시들마다 한에 복종하겠다는 뜻을 알렸다고 한다. 항복한 도시들에는 군대가 배치되었고, 이로 인해 타림 분지 지역이 결국 한제국의 서역도호부로 통합하게 되었다. 이광리는 한 조정에 승전보를 알리고 페르가나에서 가져온 3천 필의 한혈마를 한 무제에게 바쳤다.
이는 역사적으로 엄청난 영향을 주었으며  전쟁은 서로 접촉한 적이 없었던 고대 그리스와 고대 중국이 최초로 서로 다른 문화를 교류하게 만들었고, 다양한 민족들의 상호작용을 이끌어 내는데 도화선이 되었다. 
중국은 알렉산드리아 에스카테를 점령한 데 이어, 중앙아시아의 패권을 장악하여 중국과 유럽, 다르게는 동서양 세계의 무역권을 주도할 수 있었던 반면, 새로운 육로를 통해 수세기간 종교와 문화의 전파, 상업 확산에 이바지하였다. 현재 동쪽의 그리스는 존재하지 않지만 중국에 동화되기 전에 종교적인 점으로 큰 흔적을 남겼다.

## 멸망
무제 이후 여러 황제를 거치면서 득세한 황후의 아비들인 외척은 결국 권력투쟁까지 했다. 그중 왕망(王莽)은 평제(平帝)를 독살하고 섭정하여 그 위세가 극에 달했고 결국 전한을 멸망시킨 왕망은 국호를 신(新)이라 하고 제위에 올랐고 건국된 지 15년 만에 유방의 방계 후손 유수(劉秀)에게 멸망당하고 말았다.

## 역대 황제
| 대수                                                                             | 묘호             | 시호                                              | 성명                        | 연호 | 재위기간                    | 능호           |
| -------------------------------------------------------------------------------- | ---------------- | ------------------------------------------------- | --------------------------- | --- | --------------------------- | -------------- |
| -                                                                                | -                | 태상황 (太上皇) (한 고제 추숭)                    | 유단(劉煓)? 유집가(劉執嘉)? | - | -                           | 만년릉(萬年陵) |
| 제1대                                                                            | 한 태조 (漢太祖) | 고황제 (高皇帝)                                   | 유방(劉邦)                  | - | 기원전 202년 ~ 기원전 195년 | 장릉(長陵)     |
| 제2대                                                                            | -                | 효혜황제 (孝惠皇帝)                               | 유영(劉盈)                  | - | 기원전 195년 ~ 기원전 188년 | 안릉(安陵)     |
| 제3대                                                                            | -                | 소황제 (少皇帝)                                   | 유?(劉?)                    | - | 기원전 188년 ~ 기원전 184년 | -              |
| 제4대                                                                            | -                | 소황제 (少皇帝)                                   | 유홍(劉弘)                  | - | 기원전 184년 ~ 기원전 180년 | -              |
| 제5대                                                                            | 한 태종 (漢太宗) | 효문황제 (孝文皇帝)                               | 유항(劉恆)                  | - | 기원전 180년 ~ 기원전 157년 | 패릉(覇陵)     |
| 제6대                                                                            | -                | 효경황제 (孝景皇帝)                               | 유계(劉啓)                  | - | 기원전 157년 ~ 기원전 141년 | 양릉(陽陵)     |
| 제7대                                                                            | 한 세종 (漢世宗) | 효무황제 (孝武皇帝)                               | 유철(劉徹)                  | 건원(建元) 기원전 140년 ~ 기원전 135년 원광(元光) 기원전 134년 ~ 기원전 129년 원삭(元朔) 기원전 128년 ~ 기원전 123년 원수(元狩) 기원전 122년 ~ 기원전 117년 원정(元鼎) 기원전 116년 ~ 기원전 111년 원봉(元封) 기원전 110년 ~ 기원전 105년 태초(太初) 기원전 104년 ~ 기원전 101년 천한(天漢) 기원전 100년 ~ 기원전 97년 태시(太始) 기원전 96년 ~ 기원전 93년 정화(征和) 기원전 92년 ~ 기원전 89년 후원(後元) 기원전 88년 ~ 기원전 87년 | 기원전 141년 ~ 기원전 87년  | 무릉(茂陵)     |
| 제8대                                                                            | -                | 효소황제 (孝昭皇帝)                               | 유불릉(劉弗陵)              | 시원(始元) 기원전 86년 ~ 기원전 80년 원봉(元鳳) 기원전 80년 ~ 기원전 75년 원평(元平) 기원전 74년 | 기원전 87년 ~ 기원전 74년   | 평릉(平陵)     |
| 제9대                                                                            | -                | 폐황제 (廢皇帝) (창읍왕<昌邑王>) (해혼후<海昏侯>) | 유하(劉賀)                  | - | 기원전 74년                 | -              |
| -                                                                                | -                | 효도황 (孝悼皇) (한 선제 추숭)                    | 유진(劉進)                  | - | -                           | -              |
| 제10대                                                                           | 한 중종 (漢中宗) | 효선황제 (孝宣皇帝)                               | 유순(劉詢)                  | 본시(本始) 기원전 73년 ~ 기원전 70년 지절(地節) 기원전 69년 ~ 기원전 66년 원강(元康) 기원전 65년 ~ 기원전 61년 신작(神爵) 기원전 60년 ~ 기원전 58년 오봉(五鳳) 기원전 57년 ~ 기원전 54년 감로(甘露) 기원전 53년 ~ 기원전 50년 황룡(黃龍) 기원전 49년 | 기원전 74년 ~ 기원전 49년   | 두릉(杜陵)     |
| 제11대                                                                           | 한 고종 (漢高宗) | 효원황제 (孝元皇帝)                               | 유석(劉奭)                  | 초원(初元) 기원전 48년 ~ 기원전 44년 영광(永光) 기원전 43년 ~ 기원전 39년 건소(建昭) 기원전 38년 ~ 기원전 34년 경녕(竟寧) 기원전 33년 | 기원전 49년 ~ 기원전 33년   | 위릉(渭陵)     |
| 제12대                                                                           | 한 통종 (漢統宗) | 효성황제 (孝成皇帝)                               | 유오(劉驁)                  | 건시(建始) 기원전 32년 ~ 기원전 29년 하평(河平) 기원전 28년 ~ 기원전 25년 양삭(陽朔) 기원전 24년 ~ 기원전 21년 홍가(鴻嘉) 기원전 20년 ~ 기원전 17년 영시(永始) 기원전 16년 ~ 기원전 13년 원연(元延) 기원전 12년 ~ 기원전 9년 수화(綬和) 기원전 8년 ~ 기원전 7년 | 기원전 33년 ~ 기원전 7년    | 연릉(延陵)     |
| -                                                                                | -                | 효공황 (孝恭皇) (한 애제 추숭)                    | 유강(劉康)                  | - | -                           | -              |
| 제13대                                                                           | -                | 효애황제 (孝哀皇帝)                               | 유흔(劉欣)                  | 건평(建平) 기원전 6년 ~ 기원전 5년 태초원장(太初元將) 기원전 5년 건평 기원전 5년 ~ 기원전 3년 원수(元壽) 기원전 2년 ~ 기원전 1년 | 기원전 7년 ~ 기원전 1년     | 의릉(義陵)     |
| 제14대                                                                           | 한 원종 (漢元宗) | 효평황제 (孝平皇帝)                               | 유간(劉衎)                  | 원시(元始) 1년 ~ 5년 | 기원전 1년 ~ 5년            | 강릉(康陵)     |
| 제15대                                                                           | -                | - (유자<孺子>) (정안공<定安公>)                   | 유영(劉嬰)                  | 거섭(居攝) 6년 ~ 8년 초시(初始) 8년 | 6년 ~ 8년                   | -              |
| 비고: 원제의 묘호 고종, 성제의 묘호 통종, 평제의 묘호 원종은 후한 때 취소되었다. |                  |                                                   |                             | |                             |                |

## 같이 보기
- 한나라 황제 가계도
- 전한의 행정 구역
- 한나라 역대황제 계보도